# Arnold Hottinger
Arnold Hottinger (Basilea, 6 de diciembre de 1926 - Zug, 21 de mayo de 2019) fue un periodista suizo experto en Oriente Medio.

## Biografía
Arnold Hottinger, hijo del pediatra Adolf Hottinger y de la química Greta Hottinger-Cahn, creció en Düsseldorf y Basilea y cursó Estudios Orientales y lenguas románicas en la Universidad de Zúrich, donde se doctoró en 1952; en la Universidad de Basilea recibió el doctorado honoris causa en 1991. Continuó sus estudios en París, Chicago, El Cairo y Beirut. Además de alemán, inglés, francés, español e italiano, hablaba siete dialectos árabes y farsi.
De 1961 a 1991 fue corresponsal del Neue Zürcher Zeitung en Beirut, informando sobre Oriente Medio y el mundo islámico y árabe. Posteriormente fue corresponsal en Madrid y finalmente en Nicosia. 
Entre 1960 y 2000, Hottinger viajó sistemáticamente a todos los países musulmanes. Como experto en Oriente Medio, sus reportajes periodísticos, radiofónicos y literarios dieron a conocer el mundo islámico en la Suiza de habla alemana.
También trabajó para muchas emisoras de radio, escribió para revistas y publicó numerosos libros sobre el Islam, Arabia y el Medio Oriente, algunos de los cuales se consideran obras de referencia. Incluso durante su etapa de jubilado, Hottinger era contactado como experto y conferenciante, y escribía regularmente para el portal en línea Journal21. Vivió en Zug hasta su fallecimiento.
Hottinger murió en mayo de 2019 a la edad de 92 años como consecuencia de una cirugía cardiaca. Era el padre del mediador Julian Thomas Hottinger y el hermano mayor del paleontólogo Lukas Hottinger.

## Reconocimientos
- 1991: Doctorado honoris causa de la Universidad de Basilea[1]
- 2003: Doctorado honorario de la Universidad de Berna
- 2013: Premio a la Trayectoria de la Fundación Reinhardt von Graffenried.[4]
- 2015: Premio de Periodismo de Zúrich por su obra completa[5]

## Obra

### Monográficas
- Kalilah y Dimnah. Un intento de presentar el arte de la traducción árabe-español antiguo (= Románica Helvética. tomo 65). Francke, Berna 1958.
- Los Árabes. Devenir, naturaleza, cambio y crisis del arabismo. Atlantis, Zúrich 1960.
- El elemento popular en la poesía española moderna. Atlantis, Zúrich 1962.
- Fellahin y funcionarios. vías de desarrollo en Oriente Medio. Kösel, Múnich 1967.
- 10 veces Medio Oriente (= Panoramas del Mundo Moderno ). Piper, Múnich 1970.
  - del 4to Edición en rústica con el título 7 times the Middle East (= serie Piper. Vol. 5127). Piper, Múnich 1988.
- Los estados árabes del norte de África. Editor de literatura y actualidad, Hannover 1971.
- España. Su historia en texto e imágenes. Hallwag, Berna/Stuttgart 1976.
- con Barbara L. Begelsbacher: Egipto. Silva, Zúrich, 1985.
- Los árabes ante su futuro. Historia y problemas de la occidentalización. NZZ, Zúrich 1988; Segunda edición suplementaria: Schöningh, Paderborn 1991, ISBN 3-506-73943-3 .
- Vecino desconocido Turquía. AT, Aarau 1990.
- con Erich Gysling : Punto conflictivo de Oriente Medio. Un diálogo actual NZZ, Zúrich 1991.
- Alá hoy. Pendo, Zúrich 1991.
- fundamentalismo islámico. NZZ, Zúrich 1993.
- (como coeditor) Omán. incienso y petróleo. Estudios de País y Guía de Viajes. Strom, Lucerna 1993.
- Los páramos. La cultura árabe en España. NZZ, Zúrich 1995; 2. Edición: Fink, Múnich 2005, ISBN 3-7705-3075-6 .
- Akbar el Grande (1542-1605). Gobernantes de la India a través de la reconciliación de las religiones. Fink, Múnich 1998, ISBN 3-7705-3335-6 .
- Teocracia y pirámides de poder. La democracia en el mundo islámico. NZZ, Zúrich/Schöningh, Paderborn 2000, ISBN 3-506-73947-6 .
- mundo islámico. Oriente Medio: experiencias, encuentros, análisis. NZZ, Zúrich/Schöningh, Paderborn 2004, ISBN 3-506-71800-2 .
- Los países del Islam. Historia, tradiciones y el inicio de la modernidad. NZZ, Zúrich/Schöningh, Paderborn 2008, ISBN 978-3-506-76541-3 .

### Traducciones
- At-Tanukhi: Bien está lo que bien acaba. El Libro de Alivio después de la Tribulación (= Biblioteca de Literatura Mundial ). Manesse, Zúrich 1979.
- Abdarrahman Al-Gabarti: Bonaparte en Egipto. De la Crónica de Abdarrahman Al-Gabarti (1754–1829) (= Biblioteca de Oriente . Vol. 21). Artemisa, Zúrich 1983.

## Biobliografía
- Adrian Scherrer. «Hottinger, Arnold». Diccionario histórico de Suiza (en alemán, francés o italiano).
- Arnold Hottinger im Munzinger-Archiv (Artikelanfang frei abrufbar)